# Euxoa montana
Euxoa montana är en fjärilsart som beskrevs av Morrison 1875. Euxoa montana ingår i släktet Euxoa och familjen nattflyn. Inga underarter finns listade i Catalogue of Life.